# Edifici a la rambla Ferran, 43 (Lleida)
L'Edifici a la rambla Ferran, 43 era una obra de Lleida inclosa a l'Inventari del Patrimoni Arquitectònic de Catalunya.

## Descripció
Era un edifici entre mitgeres de planta baixa i dos pisos amb façana davant-darrere a dos carrers. Façana de composició senzilla en estructura però molt treballada en ornament, confiant la decoració escultòrica a les llindes de les obertures i a les cornises motllurades que recorren horitzontalment el mur. Treball de forja a les balconades. Murs de càrrega de maó vist i pedra artificial. Aquest edifici va ser enderrocat i a la dècada de 2000 es va construir un bloc de pisos.
Es van transformar els baixos per a ubicar un negoci.